# Hoquei sobre gel als Jocs Olímpics d'hivern de 1932
Als Jocs Olímpics d'Hivern de 1932 celebrats a la ciutat de Lake Placid (Estats Units d'Amèrica) es disputà una prova d'hoquei sobre gel en categoria masculina. La competició tingué lloc entre els dies 4 i 13 de febrer de 1932.

## Comitès participants
Hi participaren un total de 48 jugadors de 4 comitès nacionals diferents:
- Alemanya (10): Rudi Ball, Alfred Heinrich, Erich Herker, Gustav Jaenecke, Werner Korff, Walter Leinweber, Erich Römer, Martin Schröttle, Marquardt Slevogt, Georg Strobl
- Canadà (14): William Cockburn, Clifford Crowley, Albert Duncanson, George Garbutt, Roy Hinkel, Vic Lundquist, Norman Malloy, Walter Monson, Kenneth Moore, Romeo Rivers, Hack Simpson, Hugh Sutherland, Stanley Wagner, Aliston Wise
- Estats Units (14): Osborn Anderson, John Bent, John Chase, John Cookman, Douglas Everett, Franklin Farrel, Joseph Fitzgerald, Edwin Frazier, John Garrison, Gerard Hallock, Robert Livingston, Francis Nelson, Winthrop Palmer, Gordon Smith
- Polònia (10): Adam Kowalski, Aleksander Kowalski, Włodzimierz Krygier, Albert Mauer, Roman Sabiński, Kazimierz Sokołowski, Józef Stogowski, Witalis Ludwiczak, Czesław Marchewczyk, Kazimierz Materski

## Resum de medalles
| Prova            | Or | Argent | Bronze |
| Hoquei sobre gel | CanadàWilliam Cockburn · Clifford Crowley · Albert Duncanson · George Garbutt · Roy Hinkel · Vic Lundquist · Norman Malloy · Walter Monson · Kenneth Moore · Romeo Rivers · Hack Simpson · Hugh Sutherland · Stanley Wagner · Aliston Wise | Estats UnitsOsborn Anderson · John Bent · John Chase · John Cookman · Douglas Everett · Franklin Farrel · Joseph Fitzgerald · Edwin Frazier · John Garrison · Gerard Hallock · Robert Livingston · Francis Nelson · Winthrop Palmer · Gordon Smith | AlemanyaRudi Ball · Alfred Heinrich · Erich Herker · Gustav Jaenecke · Werner Korff · Walter Leinweber · Erich Römer · Martin Schröttle · Marquardt Slevogt · Georg Strobl |

## Medaller
| Posició | País         | Or | Argent | Bronze | Total |
| 1       | Canadà       | 1  | 0      | 0      | 1     |
| 2       | Estats Units | 0  | 1      | 0      | 1     |
| 3       | Alemanya     | 0  | 0      | 1      | 1     |
|         |              |    |        |        |       |
| Total   | Total        | 1  | 1      | 1      | 3     |

## Resultats
| Equip        | J | G | P | E | GF | GC |
| ------------ | - | - | - | - | -- | -- |
| Canadà       | 6 | 5 | 0 | 1 | 32 | 4  |
| Estats Units | 6 | 4 | 1 | 1 | 27 | 5  |
| Alemanya     | 6 | 2 | 4 | 0 | 7  | 26 |
| Polònia      | 6 | 0 | 6 | 0 | 3  | 34 |

| 4 de febrer  | Estats Units | 1:2 (0:0,0:1,1:0,0:0,0:1)     | Canadà   |
| 4 de febrer  | Alemanya     | 2:1 (0:0,1:1,1:0)             | Polònia  |
| 5 de febrer  | Estats Units | 4:1 (1:0,2:0,1:1)             | Polònia  |
| 6 de febrer  | Canadà       | 4:1 (2:0,2:0,0:1)             | Alemanya |
| 7 de febrer  | Canadà       | 9:0 (2:0,5:0,2:0)             | Polònia  |
| 7 de febrer  | Estats Units | 7:0 (3:0,2:0,2:0)             | Alemanya |
| 8 de febrer  | Estats Units | 5:0 (1:0,1:0,3:0)             | Polònia  |
| 8 de febrer  | Canadà       | 5:0 (2:0,1:0,2:0)             | Alemanya |
| 9 de febrer  | Canadà       | 10:0 (5:0,1:0,4:0)            | Polònia  |
| 10 de febrer | Estats Units | 8:0 (2:0,2:0,4:0)             | Alemanya |
| 13 de febrer | Alemanya     | 4:1 (0:0,2:1,2:0)             | Polònia  |
| 13 de febrer | Estats Units | 2:2 (1:1,1:0,0:1,0:0,0:0,0:0) | Canadà   |